# Піндос (порода коней)

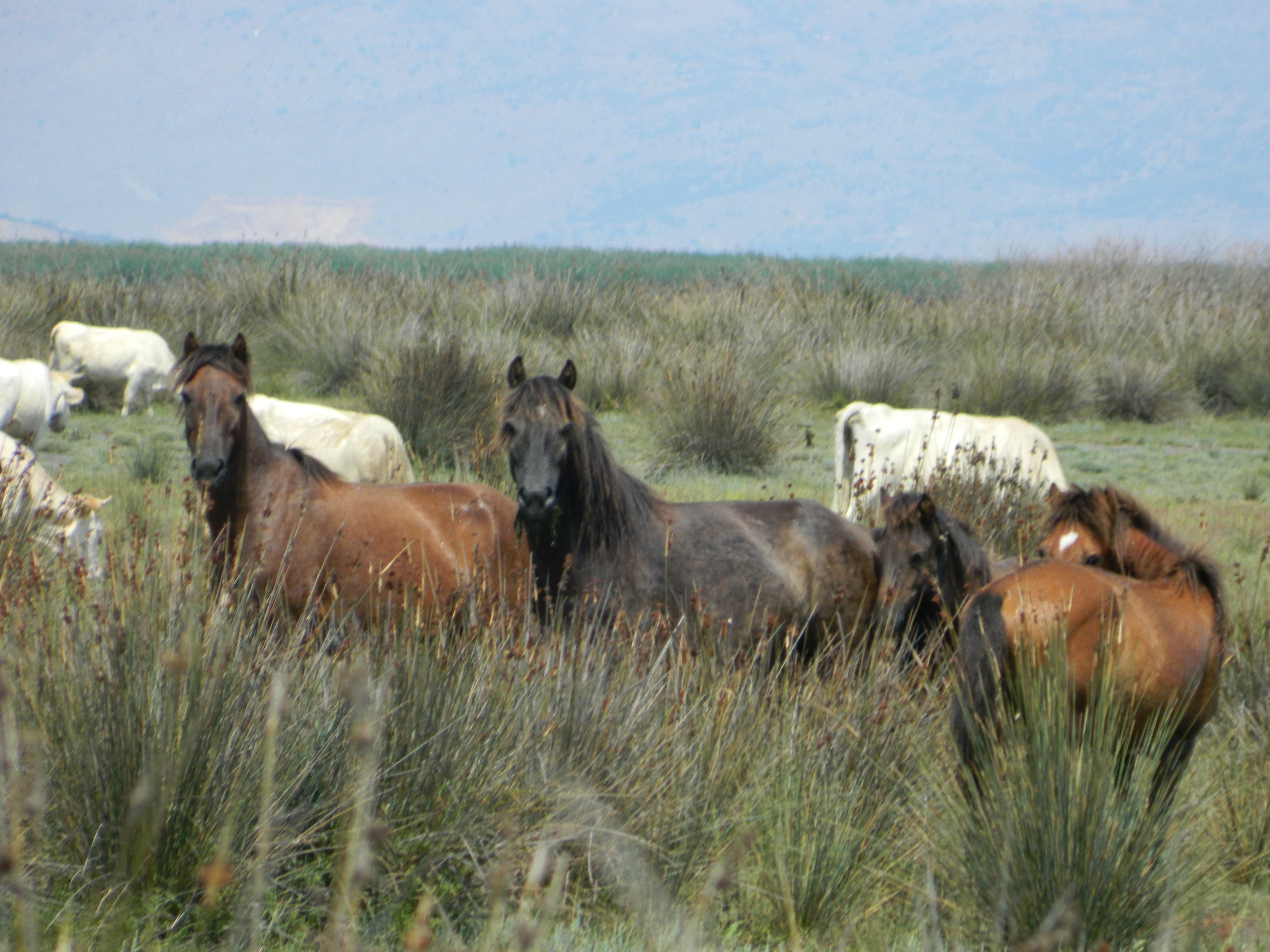
Дикі особини

Піндос (грец. αλογάκι της Πίνδου) — порода поні, родом з гірського хребта Пінд, що у Фессалії та Епірі (Греція). Також зустрічається у гірських районах Фракії та Македонії.:496

## Характеристика
Поні цієї породи вирізняються своєю витривалістю, використовуються для верхової їзди, в запрягах, як в'ючні і робочі тварини для лісового господарства і землеробства. Голова велика, шия довга, груди глибокі, масть переважно гніда, темно-гніда, ворона або сіра. Розміри – від 130 см (висота в холці). Копита квадратні і вузькі, але міцні, тому підкови часто не потрібні.:43